# EDVAC
EDVAC (на английски: Electronic Discrete Variable Automatic Computer) е един от първите електронни компютри, наследник на ENIAC. За разлика от ENIAC при него се използва двоична система и запаметена програма.

## История
Проектът е предложен от създателите на ENIAC Джон Моукли и Джон Преспър Екерт през август 1944. Договор за създаването на компютъра с първоначален бюджет от 100 000 долара е подписан през април 1946, а окончателно готовата машина е доставена в Балистичната Изследователска Лаборатория (на английски: Ballistics Research Laboratory) през август 1949. Консултант по проекта е Джон фон Нойман.

## Описание
EDVAC се отличава от предходната машина ENIAC по това, че има вътрешна памет, че реагира на ограничен брой елементарни машинни инструкции, които може не само да записва заедно с данните в паметта, но и да ги модифицира в съответствие с подадени му други инструкции.
Той е с последователна архитектура, двоична бройна система и йерархия на паметта. Йерархията на паметта на EDVAC има три нива в зависимост от времето на достъп – бавна памет, бърза памет и входно-изходни регистри в процесора. Бавната памет използва магнитен барабан, бързата памет използва регенеративен барабан. Магнитният барабан е разработен от Екерт и Херман Лукоф и се използва за записване на програма чрез отделно записващо-изтриващо устройство (inscriber-outscriber), разположено извън EDVAC. Регенеративният барабан съдържа 128 клетки памет, изпълнени като живачни акустични закъснителни линии. При всеки подаден сигнал се генерира акустична вълна, която се разпространява в живачната среда, т.е. носител на информация е акустичната вълна. Всяка закъснителна линия може да съдържа информация за 384 бита, организирани в 8 думи по 48 бита. Достъпът до думите е последователен. Регенеративният барабан съдържа 1024 думи (128 закъснителни линии по 8 думи). Всяка дума се избира с 10-битов адрес т.е. в EDVAC се използва адресно пространство. Последователният достъп позволява адресът да се генерира от брояч. Процесорът е последователен и се състои от две аритметични устройства, които работят в паралел и изпълняват едни и същи операции. Двете аритметични устройства се сравняват в 5 точки от изпълнението на операциите с цел откриване на грешки. EDVAC използва около 3600 вакуумни лампи.

## Роля в развитието на компютрите
Джон фон Нойман, консултант на Мурската школа по отношение на EDVAC, участва в срещите за разработване на идеята за запаметена програма и написва непълна поредица от записки First Draft of a Report on the EDVAC.. Те са предназначени за използване като вътрешен меморандум и описват, развиват и формулират на формален и логичен език идеите, развили се по време на срещите. Въпреки това документът заема важно място в последвалото развитие на компютрите. Херман Голдстайн, администратор и отговорник по сигурността на ENIAC, го разпространява из правителствени и образователни учреждения, предизвиквайки интерес към създаването на ново поколение електронни изчислителни машини. Сред тях са Electronic Delay Storage Automatic Calculator (EDSAC) в Кеймбриджкия университет, Англия и SEAC в Американския институт по стандартизация.